# Župnija Petrovče
Župnija Petrovče je rimskokatoliška teritorialna župnija dekanije Žalec škofije Celje.
Župnijska cerkev je bazilika Marijinega obiskanja.

## Zgodovina
Župnija je bila ustanovljena leta 1975.
Do 7. aprila 2006, ko je bila ustanovljena škofija Celje, je bila župnija del celjskega naddekanata škofije Maribor.